# 水槽棋
水槽棋（Flume），是Mark Steere於2010年推出的兩人棋類。

## 棋具
- 通常為11×11路棋盤，組成121個棋點。

- 每方四十枚棋子，以紅藍色區分敵我。另有四十枚綠色棋子，屬於中立。

## 規則
- 初始佈置為所有綠棋擺於第一路的空棋點，其餘紅、藍棋子先置於雙方手上。

- 每回合雙方必須下一子於空棋位。若剛下的棋子鄰點有三或四個同色棋子，則該玩家就再任意下一著，重複此動作，直到條件不滿足為止。

- 棋盤滿子時，遊戲結束，棋盤多棋者勝[1]。

## 外部連結
- 遊戲介紹 （页面存档备份，存于）
- 線上遊戲